# Liste des planètes mineures (819001-820000)
Voici la liste des planètes mineures numérotées de 819001 à 820000. Les planètes mineures sont numérotées lorsque leur orbite est confirmée, ce qui peut parfois se produire longtemps après leur découverte. Elles sont classées ici par leur numéro.

## Planètes mineures 819001 à 820000
- (819001) 2014 DO86
- (819002) 2014 DR89
- (819003) 2014 DL97
- (819004) 2014 DX97
- (819005) 2014 DS98
- (819006) 2014 DK101
- (819007) 2014 DN102
- (819008) 2014 DF111
- (819009) 2014 DG112
- (819010) 2014 DS116
- (819011) 2014 DC118
- (819012) 2014 DB120
- (819013) 2014 DT123
- (819014) 2014 DD125
- (819015) 2014 DX125
- (819016) 2014 DL127
- (819017) 2014 DA132
- (819018) 2014 DN132
- (819019) 2014 DW132
- (819020) 2014 DJ134
- (819021) 2014 DQ137
- (819022) 2014 DY143
- (819023) 2014 DZ144
- (819024) 2014 DK145
- (819025) 2014 DS145
- (819026) 2014 DH147
- (819027) 2014 DK147
- (819028) 2014 DL147
- (819029) 2014 DM149
- (819030) 2014 DU149
- (819031) 2014 DS152
- (819032) 2014 DM153
- (819033) 2014 DF154
- (819034) 2014 DH157
- (819035) 2014 DY157
- (819036) 2014 DH162
- (819037) 2014 DJ162
- (819038) 2014 DX162
- (819039) 2014 DE163
- (819040) 2014 DR163
- (819041) 2014 DQ164
- (819042) 2014 DR164
- (819043) 2014 DW166
- (819044) 2014 DO169
- (819045) 2014 DE170
- (819046) 2014 DQ172
- (819047) 2014 DP173
- (819048) 2014 DJ174
- (819049) 2014 DS174
- (819050) 2014 DY177
- (819051) 2014 DX178
- (819052) 2014 DD179
- (819053) 2014 DG180
- (819054) 2014 DS181
- (819055) 2014 DZ181
- (819056) 2014 DG182
- (819057) 2014 DL184
- (819058) 2014 DY184
- (819059) 2014 DZ184
- (819060) 2014 DE185
- (819061) 2014 DQ185
- (819062) 2014 DS186
- (819063) 2014 DA188
- (819064) 2014 DR189
- (819065) 2014 DS189
- (819066) 2014 DG190
- (819067) 2014 DO191
- (819068) 2014 DW191
- (819069) 2014 DE192
- (819070) 2014 DF193
- (819071) 2014 DL194
- (819072) 2014 DG198
- (819073) 2014 DB202
- (819074) 2014 DE202
- (819075) 2014 DN213
- (819076) 2014 DS213
- (819077) 2014 ER
- (819078) 2014 EE1
- (819079) 2014 EL5
- (819080) 2014 ES5
- (819081) 2014 EU5
- (819082) 2014 EB6
- (819083) 2014 ET10
- (819084) 2014 ED15
- (819085) 2014 EP18
- (819086) 2014 EA19
- (819087) 2014 EJ19
- (819088) 2014 EM21
- (819089) 2014 EQ28
- (819090) 2014 EZ30
- (819091) 2014 EZ32
- (819092) 2014 ES33
- (819093) 2014 EU33
- (819094) 2014 EW33
- (819095) 2014 EU36
- (819096) 2014 EW39
- (819097) 2014 EV43
- (819098) 2014 ED47
- (819099) 2014 EB50
- (819100) 2014 EZ50
- (819101) 2014 EM51
- (819102) 2014 EL56
- (819103) 2014 EG62
- (819104) 2014 EN63
- (819105) 2014 ER63
- (819106) 2014 EU66
- (819107) 2014 EC87
- (819108) 2014 EP90
- (819109) 2014 EC92
- (819110) 2014 EP92
- (819111) 2014 EW128
- (819112) 2014 EJ129
- (819113) 2014 EB133
- (819114) 2014 EP136
- (819115) 2014 ER145
- (819116) 2014 EM147
- (819117) 2014 EW149
- (819118) 2014 EL152
- (819119) 2014 EP156
- (819120) 2014 ES163
- (819121) 2014 ET163
- (819122) 2014 EV165
- (819123) 2014 EK169
- (819124) 2014 EX169
- (819125) 2014 EH171
- (819126) 2014 EA177
- (819127) 2014 EB179
- (819128) 2014 ER180
- (819129) 2014 EW191
- (819130) 2014 EN198
- (819131) 2014 EN204
- (819132) 2014 EE207
- (819133) 2014 EN207
- (819134) 2014 ED209
- (819135) 2014 EX216
- (819136) 2014 EK217
- (819137) 2014 EU221
- (819138) 2014 EH224
- (819139) 2014 ES229
- (819140) 2014 EZ233
- (819141) 2014 EZ240
- (819142) 2014 EM241
- (819143) 2014 ED242
- (819144) 2014 EL243
- (819145) 2014 ET243
- (819146) 2014 EO245
- (819147) 2014 EU248
- (819148) 2014 EL250
- (819149) 2014 EO250
- (819150) 2014 EE251
- (819151) 2014 EL254
- (819152) 2014 EN254
- (819153) 2014 EG255
- (819154) 2014 EA256
- (819155) 2014 EZ256
- (819156) 2014 EK258
- (819157) 2014 EW258
- (819158) 2014 FN
- (819159) 2014 FK1
- (819160) 2014 FE7
- (819161) 2014 FK10
- (819162) 2014 FQ16
- (819163) 2014 FQ17
- (819164) 2014 FZ18
- (819165) 2014 FG22
- (819166) 2014 FA26
- (819167) 2014 FV26
- (819168) 2014 FR27
- (819169) 2014 FS30
- (819170) 2014 FV34
- (819171) 2014 FZ36
- (819172) 2014 FS38
- (819173) 2014 FJ40
- (819174) 2014 FB42
- (819175) 2014 FK44
- (819176) 2014 FU46
- (819177) 2014 FL48
- (819178) 2014 FF55
- (819179) 2014 FV55
- (819180) 2014 FX55
- (819181) 2014 FZ60
- (819182) 2014 FE66
- (819183) 2014 FL67
- (819184) 2014 FB73
- (819185) 2014 FG73
- (819186) 2014 FK77
- (819187) 2014 FW78
- (819188) 2014 FA79
- (819189) 2014 FB79
- (819190) 2014 FC79
- (819191) 2014 FV80
- (819192) 2014 FK81
- (819193) 2014 FB82
- (819194) 2014 FC82
- (819195) 2014 FC84
- (819196) 2014 FB85
- (819197) 2014 FO86
- (819198) 2014 FR86
- (819199) 2014 FX86
- (819200) 2014 FB87
- (819201) 2014 FP88
- (819202) 2014 FE90
- (819203) 2014 FD92
- (819204) 2014 GO3
- (819205) 2014 GX3
- (819206) 2014 GM5
- (819207) 2014 GQ6
- (819208) 2014 GB7
- (819209) 2014 GH7
- (819210) 2014 GK9
- (819211) 2014 GV11
- (819212) 2014 GK18
- (819213) 2014 GR19
- (819214) 2014 GC21
- (819215) 2014 GD26
- (819216) 2014 GU26
- (819217) 2014 GM27
- (819218) 2014 GB31
- (819219) 2014 GO32
- (819220) 2014 GG33
- (819221) 2014 GM34
- (819222) 2014 GD36
- (819223) 2014 GG36
- (819224) 2014 GX40
- (819225) 2014 GL41
- (819226) 2014 GT46
- (819227) 2014 GV46
- (819228) 2014 GU48
- (819229) 2014 GL49
- (819230) 2014 GZ51
- (819231) 2014 GA55
- (819232) 2014 GE55
- (819233) 2014 GF55
- (819234) 2014 GU55
- (819235) 2014 GL57
- (819236) 2014 GR59
- (819237) 2014 GW59
- (819238) 2014 GO62
- (819239) 2014 GY63
- (819240) 2014 GW65
- (819241) 2014 GN66
- (819242) 2014 GC69
- (819243) 2014 GT72
- (819244) 2014 GU72
- (819245) 2014 GR73
- (819246) 2014 GW73
- (819247) 2014 GT74
- (819248) 2014 GV74
- (819249) 2014 GB75
- (819250) 2014 GF75
- (819251) 2014 GH76
- (819252) 2014 GT76
- (819253) 2014 GS77
- (819254) 2014 GY77
- (819255) 2014 GR78
- (819256) 2014 GT78
- (819257) 2014 GF79
- (819258) 2014 GM79
- (819259) 2014 GL80
- (819260) 2014 GK81
- (819261) 2014 GL81
- (819262) 2014 GO81
- (819263) 2014 GY81
- (819264) 2014 GB82
- (819265) 2014 GM83
- (819266) 2014 GT83
- (819267) 2014 GU83
- (819268) 2014 GB84
- (819269) 2014 GC84
- (819270) 2014 GM85
- (819271) 2014 GN85
- (819272) 2014 GX85
- (819273) 2014 GT86
- (819274) 2014 GR87
- (819275) 2014 GU87
- (819276) 2014 GA88
- (819277) 2014 GD88
- (819278) 2014 GH88
- (819279) 2014 GP89
- (819280) 2014 GJ90
- (819281) 2014 GQ90
- (819282) 2014 GH91
- (819283) 2014 GU91
- (819284) 2014 GP95
- (819285) 2014 GS98
- (819286) 2014 GE104
- (819287) 2014 HR4
- (819288) 2014 HB6
- (819289) 2014 HM6
- (819290) 2014 HL9
- (819291) 2014 HQ9
- (819292) 2014 HM12
- (819293) 2014 HL17
- (819294) 2014 HY17
- (819295) 2014 HB18
- (819296) 2014 HN18
- (819297) 2014 HC19
- (819298) 2014 HD19
- (819299) 2014 HO20
- (819300) 2014 HK21
- (819301) 2014 HH25
- (819302) 2014 HS27
- (819303) 2014 HT28
- (819304) 2014 HY28
- (819305) 2014 HL32
- (819306) 2014 HL34
- (819307) 2014 HN34
- (819308) 2014 HT34
- (819309) 2014 HY34
- (819310) 2014 HR35
- (819311) 2014 HS36
- (819312) 2014 HM38
- (819313) 2014 HN40
- (819314) 2014 HK44
- (819315) 2014 HX44
- (819316) 2014 HA46
- (819317) 2014 HD46
- (819318) 2014 HX49
- (819319) 2014 HJ54
- (819320) 2014 HP54
- (819321) 2014 HA59
- (819322) 2014 HB65
- (819323) 2014 HU66
- (819324) 2014 HG70
- (819325) 2014 HS74
- (819326) 2014 HX74
- (819327) 2014 HB77
- (819328) 2014 HU77
- (819329) 2014 HE79
- (819330) 2014 HG79
- (819331) 2014 HM81
- (819332) 2014 HX83
- (819333) 2014 HZ83
- (819334) 2014 HY84
- (819335) 2014 HA88
- (819336) 2014 HS89
- (819337) 2014 HX90
- (819338) 2014 HZ93
- (819339) 2014 HS94
- (819340) 2014 HD95
- (819341) 2014 HQ101
- (819342) 2014 HC103
- (819343) 2014 HR103
- (819344) 2014 HV103
- (819345) 2014 HA105
- (819346) 2014 HA107
- (819347) 2014 HB113
- (819348) 2014 HO114
- (819349) 2014 HJ116
- (819350) 2014 HD117
- (819351) 2014 HV118
- (819352) 2014 HK124
- (819353) 2014 HB125
- (819354) 2014 HG130
- (819355) 2014 HJ130
- (819356) 2014 HF131
- (819357) 2014 HG131
- (819358) 2014 HU134
- (819359) 2014 HM136
- (819360) 2014 HV136
- (819361) 2014 HY139
- (819362) 2014 HO140
- (819363) 2014 HU140
- (819364) 2014 HD142
- (819365) 2014 HF142
- (819366) 2014 HL142
- (819367) 2014 HK146
- (819368) 2014 HV147
- (819369) 2014 HE148
- (819370) 2014 HO149
- (819371) 2014 HD150
- (819372) 2014 HF150
- (819373) 2014 HO150
- (819374) 2014 HT151
- (819375) 2014 HL156
- (819376) 2014 HU159
- (819377) 2014 HM169
- (819378) 2014 HX169
- (819379) 2014 HC170
- (819380) 2014 HA171
- (819381) 2014 HE175
- (819382) 2014 HJ178
- (819383) 2014 HQ179
- (819384) 2014 HX179
- (819385) 2014 HC180
- (819386) 2014 HD181
- (819387) 2014 HK181
- (819388) 2014 HM183
- (819389) 2014 HO183
- (819390) 2014 HA185
- (819391) 2014 HQ187
- (819392) 2014 HR187
- (819393) 2014 HK188
- (819394) 2014 HY200
- (819395) 2014 HU201
- (819396) 2014 HZ204
- (819397) 2014 HO205
- (819398) 2014 HZ206
- (819399) 2014 HR207
- (819400) 2014 HA208
- (819401) 2014 HG208
- (819402) 2014 HR211
- (819403) 2014 HV211
- (819404) 2014 HD212
- (819405) 2014 HL214
- (819406) 2014 HG215
- (819407) 2014 HN215
- (819408) 2014 HC216
- (819409) 2014 HG216
- (819410) 2014 HG219
- (819411) 2014 HQ219
- (819412) 2014 HU219
- (819413) 2014 HF220
- (819414) 2014 HK220
- (819415) 2014 HL220
- (819416) 2014 HW221
- (819417) 2014 HZ222
- (819418) 2014 HC223
- (819419) 2014 HO223
- (819420) 2014 HR223
- (819421) 2014 HD225
- (819422) 2014 HE226
- (819423) 2014 HK226
- (819424) 2014 HR229
- (819425) 2014 HE231
- (819426) 2014 HA232
- (819427) 2014 HD232
- (819428) 2014 HS232
- (819429) 2014 HA234
- (819430) 2014 HE235
- (819431) 2014 HX235
- (819432) 2014 HV239
- (819433) 2014 HK240
- (819434) 2014 HE243
- (819435) 2014 HB244
- (819436) 2014 HH256
- (819437) 2014 HQ257
- (819438) 2014 HY271
- (819439) 2014 HW281
- (819440) 2014 HE305
- (819441) 2014 HB314
- (819442) 2014 HJ320
- (819443) 2014 HB467
- (819444) 2014 HF529
- (819445) 2014 JK4
- (819446) 2014 JZ5
- (819447) 2014 JS7
- (819448) 2014 JT7
- (819449) 2014 JF8
- (819450) 2014 JQ8
- (819451) 2014 JX8
- (819452) 2014 JT9
- (819453) 2014 JE10
- (819454) 2014 JH13
- (819455) 2014 JO14
- (819456) 2014 JW15
- (819457) 2014 JC16
- (819458) 2014 JX16
- (819459) 2014 JL17
- (819460) 2014 JB18
- (819461) 2014 JO18
- (819462) 2014 JQ18
- (819463) 2014 JA19
- (819464) 2014 JD19
- (819465) 2014 JL22
- (819466) 2014 JM24
- (819467) 2014 JL28
- (819468) 2014 JS30
- (819469) 2014 JJ31
- (819470) 2014 JZ32
- (819471) 2014 JU34
- (819472) 2014 JR35
- (819473) 2014 JX35
- (819474) 2014 JC36
- (819475) 2014 JG36
- (819476) 2014 JU38
- (819477) 2014 JN39
- (819478) 2014 JR39
- (819479) 2014 JT39
- (819480) 2014 JU40
- (819481) 2014 JW45
- (819482) 2014 JS46
- (819483) 2014 JA48
- (819484) 2014 JH48
- (819485) 2014 JV48
- (819486) 2014 JC49
- (819487) 2014 JC50
- (819488) 2014 JL50
- (819489) 2014 JS50
- (819490) 2014 JU50
- (819491) 2014 JG51
- (819492) 2014 JM51
- (819493) 2014 JN53
- (819494) 2014 JF54
- (819495) 2014 JL54
- (819496) 2014 JA59
- (819497) 2014 JP59
- (819498) 2014 JR59
- (819499) 2014 JY59
- (819500) 2014 JC60
- (819501) 2014 JS60
- (819502) 2014 JY60
- (819503) 2014 JN61
- (819504) 2014 JO67
- (819505) 2014 JS67
- (819506) 2014 JQ69
- (819507) 2014 JX69
- (819508) 2014 JB71
- (819509) 2014 JF73
- (819510) 2014 JN73
- (819511) 2014 JR73
- (819512) 2014 JV74
- (819513) 2014 JS75
- (819514) 2014 JT75
- (819515) 2014 JY76
- (819516) 2014 JE77
- (819517) 2014 JC81
- (819518) 2014 JT81
- (819519) 2014 JK82
- (819520) 2014 JT82
- (819521) 2014 JU82
- (819522) 2014 JZ82
- (819523) 2014 JE86
- (819524) 2014 JQ87
- (819525) 2014 JD89
- (819526) 2014 JR89
- (819527) 2014 JF90
- (819528) 2014 JK90
- (819529) 2014 JQ90
- (819530) 2014 JP91
- (819531) 2014 JK92
- (819532) 2014 JC93
- (819533) 2014 JO93
- (819534) 2014 JN95
- (819535) 2014 JJ98
- (819536) 2014 JF100
- (819537) 2014 JO100
- (819538) 2014 JY100
- (819539) 2014 JD101
- (819540) 2014 JH101
- (819541) 2014 JE103
- (819542) 2014 JG104
- (819543) 2014 JB105
- (819544) 2014 JK105
- (819545) 2014 JN105
- (819546) 2014 JV105
- (819547) 2014 JZ105
- (819548) 2014 JC106
- (819549) 2014 JW106
- (819550) 2014 JA107
- (819551) 2014 JB107
- (819552) 2014 JM109
- (819553) 2014 JR109
- (819554) 2014 JC110
- (819555) 2014 JO110
- (819556) 2014 JS110
- (819557) 2014 JN116
- (819558) 2014 JD119
- (819559) 2014 JS120
- (819560) 2014 JC122
- (819561) 2014 JX122
- (819562) 2014 JH123
- (819563) 2014 JQ126
- (819564) 2014 JU126
- (819565) 2014 JH128
- (819566) 2014 JC130
- (819567) 2014 JM132
- (819568) 2014 JF134
- (819569) 2014 JQ134
- (819570) 2014 JN140
- (819571) 2014 JL147
- (819572) 2014 JF155
- (819573) 2014 JM155
- (819574) 2014 KB
- (819575) 2014 KX
- (819576) 2014 KA5
- (819577) 2014 KN7
- (819578) 2014 KZ7
- (819579) 2014 KZ8
- (819580) 2014 KD9
- (819581) 2014 KL9
- (819582) 2014 KA10
- (819583) 2014 KN16
- (819584) 2014 KJ17
- (819585) 2014 KP17
- (819586) 2014 KT17
- (819587) 2014 KC20
- (819588) 2014 KV22
- (819589) 2014 KC23
- (819590) 2014 KF23
- (819591) 2014 KG23
- (819592) 2014 KM25
- (819593) 2014 KJ26
- (819594) 2014 KC27
- (819595) 2014 KF31
- (819596) 2014 KS31
- (819597) 2014 KL32
- (819598) 2014 KT34
- (819599) 2014 KF36
- (819600) 2014 KO36
- (819601) 2014 KK39
- (819602) 2014 KT39
- (819603) 2014 KZ41
- (819604) 2014 KQ44
- (819605) 2014 KQ46
- (819606) 2014 KM47
- (819607) 2014 KJ49
- (819608) 2014 KY52
- (819609) 2014 KH54
- (819610) 2014 KS54
- (819611) 2014 KC55
- (819612) 2014 KF56
- (819613) 2014 KH56
- (819614) 2014 KM57
- (819615) 2014 KQ58
- (819616) 2014 KQ59
- (819617) 2014 KR63
- (819618) 2014 KZ63
- (819619) 2014 KV67
- (819620) 2014 KH68
- (819621) 2014 KV69
- (819622) 2014 KG70
- (819623) 2014 KH70
- (819624) 2014 KU70
- (819625) 2014 KV71
- (819626) 2014 KE72
- (819627) 2014 KJ76
- (819628) 2014 KB78
- (819629) 2014 KD79
- (819630) 2014 KW79
- (819631) 2014 KC80
- (819632) 2014 KE82
- (819633) 2014 KN89
- (819634) 2014 KZ97
- (819635) 2014 KA99
- (819636) 2014 KP102
- (819637) 2014 KU102
- (819638) 2014 KK103
- (819639) 2014 KR109
- (819640) 2014 KW109
- (819641) 2014 KJ112
- (819642) 2014 KK112
- (819643) 2014 KP113
- (819644) 2014 KQ114
- (819645) 2014 KX114
- (819646) 2014 KP115
- (819647) 2014 KO117
- (819648) 2014 KK118
- (819649) 2014 KX118
- (819650) 2014 KA120
- (819651) 2014 KO120
- (819652) 2014 KW120
- (819653) 2014 KG121
- (819654) 2014 KQ121
- (819655) 2014 KT121
- (819656) 2014 KO122
- (819657) 2014 KU122
- (819658) 2014 KR124
- (819659) 2014 KT124
- (819660) 2014 KY124
- (819661) 2014 KB125
- (819662) 2014 KP126
- (819663) 2014 KG128
- (819664) 2014 KS128
- (819665) 2014 KG129
- (819666) 2014 KA132
- (819667) 2014 KZ132
- (819668) 2014 KN134
- (819669) 2014 KP135
- (819670) 2014 KQ135
- (819671) 2014 KD136
- (819672) 2014 KF136
- (819673) 2014 KA137
- (819674) 2014 KK137
- (819675) 2014 KN137
- (819676) 2014 KD139
- (819677) 2014 KY140
- (819678) 2014 KH141
- (819679) 2014 KT141
- (819680) 2014 KG142
- (819681) 2014 KN142
- (819682) 2014 KU144
- (819683) 2014 KJ145
- (819684) 2014 KJ146
- (819685) 2014 KE156
- (819686) 2014 KK156
- (819687) 2014 KV158
- (819688) 2014 KQ165
- (819689) 2014 LF
- (819690) 2014 LH1
- (819691) 2014 LN1
- (819692) 2014 LE2
- (819693) 2014 LP4
- (819694) 2014 LZ4
- (819695) 2014 LN5
- (819696) 2014 LO8
- (819697) 2014 LH12
- (819698) 2014 LT14
- (819699) 2014 LR16
- (819700) 2014 LB17
- (819701) 2014 LD18
- (819702) 2014 LF19
- (819703) 2014 LY20
- (819704) 2014 LM22
- (819705) 2014 LB26
- (819706) 2014 LJ26
- (819707) 2014 LV26
- (819708) 2014 LG28
- (819709) 2014 LT30
- (819710) 2014 LH31
- (819711) 2014 LO31
- (819712) 2014 LL32
- (819713) 2014 LY32
- (819714) 2014 LE33
- (819715) 2014 LL34
- (819716) 2014 LZ34
- (819717) 2014 LA35
- (819718) 2014 LK35
- (819719) 2014 LX36
- (819720) 2014 LE37
- (819721) 2014 LT37
- (819722) 2014 LA38
- (819723) 2014 LF38
- (819724) 2014 LW38
- (819725) 2014 LY42
- (819726) 2014 LE43
- (819727) 2014 MC
- (819728) 2014 MH
- (819729) 2014 MX2
- (819730) 2014 MB4
- (819731) 2014 MS4
- (819732) 2014 MC8
- (819733) 2014 MQ9
- (819734) 2014 MF10
- (819735) 2014 MH11
- (819736) 2014 MQ11
- (819737) 2014 MT11
- (819738) 2014 MZ13
- (819739) 2014 MC14
- (819740) 2014 MQ14
- (819741) 2014 MK15
- (819742) 2014 MT16
- (819743) 2014 MA19
- (819744) 2014 MQ20
- (819745) 2014 MP21
- (819746) 2014 MO22
- (819747) 2014 MP22
- (819748) 2014 MU22
- (819749) 2014 MF27
- (819750) 2014 MC28
- (819751) 2014 MH29
- (819752) 2014 MQ30
- (819753) 2014 ME32
- (819754) 2014 MM33
- (819755) 2014 MU34
- (819756) 2014 MS36
- (819757) 2014 ML40
- (819758) 2014 MR48
- (819759) 2014 MU49
- (819760) 2014 MC51
- (819761) 2014 MW52
- (819762) 2014 MK56
- (819763) 2014 MB59
- (819764) 2014 MU62
- (819765) 2014 MC64
- (819766) 2014 MU66
- (819767) 2014 MN71
- (819768) 2014 MO73
- (819769) 2014 MN74
- (819770) 2014 MN75
- (819771) 2014 MT75
- (819772) 2014 MY78
- (819773) 2014 MC79
- (819774) 2014 MD82
- (819775) 2014 MM82
- (819776) 2014 MS82
- (819777) 2014 MW84
- (819778) 2014 MQ87
- (819779) 2014 MX87
- (819780) 2014 MO88
- (819781) 2014 MV88
- (819782) 2014 ME90
- (819783) 2014 MF90
- (819784) 2014 MY90
- (819785) 2014 MM91
- (819786) 2014 MA92
- (819787) 2014 MM92
- (819788) 2014 MW93
- (819789) 2014 MJ95
- (819790) 2014 MX96
- (819791) 2014 MT101
- (819792) 2014 NX
- (819793) 2014 NS1
- (819794) 2014 NA2
- (819795) 2014 NF3
- (819796) 2014 NK3
- (819797) 2014 NH5
- (819798) 2014 NA7
- (819799) 2014 NM8
- (819800) 2014 NU11
- (819801) 2014 NJ16
- (819802) 2014 NO17
- (819803) 2014 NP17
- (819804) 2014 NX19
- (819805) 2014 NN20
- (819806) 2014 NS20
- (819807) 2014 NX21
- (819808) 2014 NK23
- (819809) 2014 NW23
- (819810) 2014 NA29
- (819811) 2014 NZ29
- (819812) 2014 NZ34
- (819813) 2014 NV36
- (819814) 2014 NY36
- (819815) 2014 NC40
- (819816) 2014 NJ43
- (819817) 2014 NF46
- (819818) 2014 NS47
- (819819) 2014 NN49
- (819820) 2014 NO52
- (819821) 2014 NX62
- (819822) 2014 NJ65
- (819823) 2014 NR70
- (819824) 2014 NP71
- (819825) 2014 NN73
- (819826) 2014 NM74
- (819827) 2014 NQ74
- (819828) 2014 NS76
- (819829) 2014 NL78
- (819830) 2014 NC79
- (819831) 2014 NP79
- (819832) 2014 NV81
- (819833) 2014 ND82
- (819834) 2014 NW82
- (819835) 2014 NH83
- (819836) 2014 ND84
- (819837) 2014 NE84
- (819838) 2014 NA85
- (819839) 2014 NE85
- (819840) 2014 NJ85
- (819841) 2014 NE86
- (819842) 2014 NQ87
- (819843) 2014 NF93
- (819844) 2014 OJ1
- (819845) 2014 OX1
- (819846) 2014 OH2
- (819847) 2014 OM2
- (819848) 2014 OO8
- (819849) 2014 OQ8
- (819850) 2014 OZ11
- (819851) 2014 OT15
- (819852) 2014 OX17
- (819853) 2014 OB18
- (819854) 2014 OE22
- (819855) 2014 OG25
- (819856) 2014 OH26
- (819857) 2014 OH29
- (819858) 2014 OS29
- (819859) 2014 OK32
- (819860) 2014 OX32
- (819861) 2014 OF37
- (819862) 2014 OP39
- (819863) 2014 OY42
- (819864) 2014 OX44
- (819865) 2014 OZ44
- (819866) 2014 OU50
- (819867) 2014 OB52
- (819868) 2014 OJ53
- (819869) 2014 OG55
- (819870) 2014 OG61
- (819871) 2014 OS66
- (819872) 2014 OY66
- (819873) 2014 OG72
- (819874) 2014 OM73
- (819875) 2014 OM74
- (819876) 2014 OX75
- (819877) 2014 OM76
- (819878) 2014 OL77
- (819879) 2014 OT77
- (819880) 2014 OH82
- (819881) 2014 OE85
- (819882) 2014 OA88
- (819883) 2014 OP90
- (819884) 2014 OS90
- (819885) 2014 OX92
- (819886) 2014 OL95
- (819887) 2014 OL96
- (819888) 2014 OG97
- (819889) 2014 OH97
- (819890) 2014 OP97
- (819891) 2014 OZ97
- (819892) 2014 ON100
- (819893) 2014 OJ103
- (819894) 2014 OG105
- (819895) 2014 ON106
- (819896) 2014 OH108
- (819897) 2014 OU110
- (819898) 2014 OS112
- (819899) 2014 OV112
- (819900) 2014 OQ114
- (819901) 2014 OF115
- (819902) 2014 OL118
- (819903) 2014 OA119
- (819904) 2014 OV121
- (819905) 2014 OR123
- (819906) 2014 OK124
- (819907) 2014 OD127
- (819908) 2014 OH129
- (819909) 2014 OA130
- (819910) 2014 OH130
- (819911) 2014 OZ130
- (819912) 2014 OL131
- (819913) 2014 OK132
- (819914) 2014 OU133
- (819915) 2014 OQ134
- (819916) 2014 OR134
- (819917) 2014 OM138
- (819918) 2014 OO141
- (819919) 2014 OC143
- (819920) 2014 OO143
- (819921) 2014 OX147
- (819922) 2014 OS150
- (819923) 2014 OB154
- (819924) 2014 OX156
- (819925) 2014 OW159
- (819926) 2014 OG165
- (819927) 2014 OH170
- (819928) 2014 OB173
- (819929) 2014 OH173
- (819930) 2014 OB177
- (819931) 2014 OC181
- (819932) 2014 OM181
- (819933) 2014 OA184
- (819934) 2014 OC185
- (819935) 2014 OD186
- (819936) 2014 OE187
- (819937) 2014 OQ193
- (819938) 2014 OD197
- (819939) 2014 OX215
- (819940) 2014 OZ217
- (819941) 2014 OB222
- (819942) 2014 OM222
- (819943) 2014 OA227
- (819944) 2014 OK227
- (819945) 2014 OD230
- (819946) 2014 OZ230
- (819947) 2014 OJ231
- (819948) 2014 OM233
- (819949) 2014 OT238
- (819950) 2014 OT239
- (819951) 2014 OV240
- (819952) 2014 OJ249
- (819953) 2014 OB251
- (819954) 2014 OJ257
- (819955) 2014 OM266
- (819956) 2014 OR267
- (819957) 2014 OA272
- (819958) 2014 OO274
- (819959) 2014 OF277
- (819960) 2014 OH280
- (819961) 2014 OA281
- (819962) 2014 ON281
- (819963) 2014 OP287
- (819964) 2014 OZ288
- (819965) 2014 OF292
- (819966) 2014 OS292
- (819967) 2014 OR297
- (819968) 2014 OB299
- (819969) 2014 OL299
- (819970) 2014 OA303
- (819971) 2014 OP305
- (819972) 2014 OF307
- (819973) 2014 OY310
- (819974) 2014 OD311
- (819975) 2014 OD317
- (819976) 2014 OY321
- (819977) 2014 OV329
- (819978) 2014 OS330
- (819979) 2014 OB332
- (819980) 2014 OU341
- (819981) 2014 OE342
- (819982) 2014 OF342
- (819983) 2014 OU342
- (819984) 2014 OO343
- (819985) 2014 OW349
- (819986) 2014 OP372
- (819987) 2014 OA374
- (819988) 2014 OH374
- (819989) 2014 OX376
- (819990) 2014 OB377
- (819991) 2014 OD379
- (819992) 2014 OQ379
- (819993) 2014 OC380
- (819994) 2014 OW380
- (819995) 2014 OS381
- (819996) 2014 OX381
- (819997) 2014 OE382
- (819998) 2014 OO382
- (819999) 2014 OC393
- (820000) 2014 OZ397